# Laurie Bembenek
Lawrencia Ann Bambi Bembenek (15 août 1958 - 20 novembre 2010) est une américaine condamnée pour le meurtre de l'ex-femme de son mari. Son histoire attire l'attention du public à partir de son évasion de l'établissement correctionnel de Taycheedah jusqu'à son arrestation au Canada et a inspiré des livres, des films et le slogan « Run, Bambi, Run ».

## Biographie
En mai 1980 elle entre à l'académie de police du Milwaukee. Elle en est renvoyée le 15 août 1980 pour consommation de cannabis. Elle déclenche une enquête fédérale sur l'institution qu'elle accusait de discrimination sexuelle et de corruption mais qui n'aboutira pas.
Elle travaille ensuite comme serveuse dans un Playboy Club au bord du Lake Geneva (Wisconsin) et y fait la connaissance d'un policier de carrière, Elfred O. "Fred" Schultz. Le couple se marie en janvier 1981 à Waukegan. Elfred Schultz venait de divorcer de sa première femme Christine Schultz.
Fred Schultz avait été impliqué dans une fusillade ayant couté la vie à un officier de police de Glendale, au Wisconsin, le 23 juillet 1975. Cet officier, George Robert Sassan, avait arrêté un individu dans un bar de la banlieue de Glendale et en dehors de ses heures de service et demandé de l'aide. Des policiers de Milwaukee, dont Schultz, avaient répondu à l'appel de leur collègue hors de leur juridiction. ils auraient pris Sassan pour un suspect et l'auraient abattu par balle parce qu'il se tenait armé devant eux. Schultz et son partenaire furent disculpés par le bureau du procureur du comté de Milwaukee.

### Meurtre de Christine Schultz
Le 28 mai 1981 Christine Schultz est retrouvée bâillonnée, les yeux bandés, les mains attachées avec une corde et assassinée d'un coup de pistolet de calibre 38 dans sa maison à Milwaukee par ses deux enfants alors âgés de 7 et 11 ans.
Au moment du meurtre, Christine et Fred Schultz étaient divorcés depuis six mois. Bembenek travaillait comme agent de sécurité au campus à l'Université Marquette au centre-ville de Milwaukee et portait alors des cheveux blonds teints et pesait environ 65 kg et mesurait 1,80. Accusée du meurtre de Christine Schultz, Laurie Bembenek est arrêtée le 24 juin 1981.
Le procès de Bembenek fait l'objet d'une énorme publicité, et les journaux ont commencé à l'appeler "Bambi" Bembenek (un surnom qu'elle aborrait). L'accusation la dépeint comme une femme dépravée, aux goûts de luxe, à qui la mort de Christine Schultz profiterait puisque son nouveau mari n'aurait plus à payer de pension alimentaire. Les preuves les plus solides étaient deux cheveux trouvés sur les lieux du crime, qui correspondaient à ceux prélevés sur la brosse à cheveux de l'accusée. Les tests balistiques révèlent que l'arme du crime est le revolver d'Elfred, sur lequel par ailleurs des traces de sang sont relevées. Les soupçons se portent sur Laurie Bembenek, car se trouvant seule dans l'appartement qu'elle partageait avec Schultz, elle avait accès à l'arme. En outre, elle savait que Fred Schultz avait copié en secret une clé de la maison de Christine sur la base de la clé de son fils aîné. De plus, aucun signe d'effraction n'avait été relevé et aucun objet de valeur n'avait été volé. Sean, le fils aîné de Schultz, déclare avoir vu l'agresseur et le décrit comme un homme masqué portant une veste verte de l'armée et des chaussures noires. Il précise que l'homme ayant braqué leur maison et tué sa mère, avait une longue queue de cheval (environ 15 cm) de couleur rougeâtre et indique clairement que Bembenek n'était pas cette personne.
Des témoins de l'accusation déclarent que Bembenek avait souvent parlé du meurtre de Christine Schultz ; un témoin déclare même que Bembenek avait offert de le payer pour commettre le meurtre. Un autre confirme que Bembenek possédait un jogging vert similaire à celui décrit par le fils de Schultz. Une corde à linge est identifiée comme issue du domicile. Bembenek reconnait comme sien un bandana bleu semblable à celui ayant servi à aveugler la victime. Un employé de la boutique témoigne que Bembenek avait acheté peu avant le meurtre une perruque correspondant aux cheveux décrits par le fils aîné de Schultz. Des fibres de perruque correspondant à cette perruque sont trouvés dans la plomberie de l'appartement de Bembenek et sur les lieux du crime.
Fred Schultz déclare d'abord qu'il était de service ce soir là et enquêtait sur un cambriolage avec son partenaire, Michael Durfee.
L'accusation déduit de tout cela que Bembenek était la seule personne ayant le mobile, les moyens à sa disposition et l'opportunité de commettre le crime.
Le 9 mars 1982 elle est reconnue coupable de meurtre au premier degré et condamnée à la prison à vie ; elle est emprisonnée dans l'établissement correctionnel Taycheedah, près du Lac, Wisconsin.

### Echos médiatiques après le procès
Bembenek prétend que Fred Schultz est responsable du meurtre de son ex-femme et lui en a fait endosser la responsabilité.
Le 28 juin 1983, elle demande le divorce.
Dans une entrevue accordée au Milwaukee Sentinel, Bembenek déclare que Schultz lui a écrit une lettre l'informant qu'il vivait avec une femme de 19 ans en Floride et avait décidé de mettre fin à leur mariage. Schultz avait d'abord fait mine de soutenir Bembenek en affirmant qu'elle était innocente ; il déclare publiquement qu'il croyait désormais qu'elle était "coupable de ce péché". Bembenek soutient que l'avocat que Schultz avait engagé pour la défendre était en conflit d'intérêts et qu'il avait délibérément omis d'informer le jury qu'il existait bien une preuve que Schultz soit lié au meurtre.
Leur divorce est prononcé le 19 juin 1984.
Depuis son incarcération, Bembenek dépose consécutivement trois appels de sa condamnation, mais sans succès.
Elle allègue surtout que la police de Milwaukee craint des poursuites en raison du rôle de témoin clé qu'elle a joué dans une enquête pour corruption. Bembenek invoque des erreurs policières dans le traitement de preuves essentielles et le fait que l'un des témoins de l'accusation, son amie Judy Zess, s'est rétractée de son témoignage, donné sous la contrainte. Selon un certain nombre d'affidavits émergés après la condamnation de Bembenek, un certain Frederick Horenberger, criminel de carrière et ancien petit ami de Judy Zess, se serait vanté d'avoir tué Christine Schultz devant d'autres détenus pendant qu'il était en prison. Or ce même Horenberger aurait battu Judy Zess plusieurs semaines avant le meurtre de Christine Schultz et purgé une peine de dix ans pour ce crime. Toutefois, Horenberger nia avec véhémence toute implication dans le meurtre jusqu'à son suicide en novembre 1991, à la suite d'un vol à main armée avec prise d'otage à laquelle il avait participé.
Des doutes furent soulevés quant à l'exactitude des renseignements et des éléments de preuve utilisés dans le procès. Le Dr Elaine Samuels, médecin légiste ayant procédé à l'autopsie, avait initialement conclu que les cheveux retrouvés sur le corps correspondaient à ceux de la victime ; mais après le rapport du Dr Samuels, les cheveux furent examinés par Diane Hanson, analyste capillaire d'un laboratoire criminel à Madison, Wisconsin. Hanson conclut que les cheveux prélevés sur les lieux du crime avaient été intervertis avec les deux cheveux correspondant aux échantillons prélevés sur la brosse à cheveux de Laurie Bembenek. Le Dr Samuels réfuta cette thèse en 1983, affirmant dans une lettre citée dans le Toronto Star en 1991, " je n'ai récupéré aucun cheveu blond ou roux, de quelque longueur ou texture que ce soit... Tous les cheveux que j'ai trouvés sur le corps étaient bruns et étaient grossièrement identiques à ceux de la victime... Je ne veux pas suggérer que la preuve a été modifiée de quelque façon que ce soit, mais je n'ai aucune explication logique à la présence de cheveux blonds dans une enveloppe qui n'en contenait pas au moment où je les ai mis sous scellés".
Dans le tuyau d'évacuation des eaux usées de l'immeuble dans lequel se trouvait l'appartement de Bembenek et Schultz, on trouva une perruque rouge brunâtre qui correspondait à certains des cheveux trouvés sur le corps de la victime.
Or, une voisine avait témoigné que Judy Zess avait frappé à sa porte et lui avait demandé d'aller aux toilettes ; après que Zess ait utilisé les toilettes de la femme, elles se seraient bouchées. Zess avait admis posséder une telle perruque.
Parallèlement à cela, pendant son séjour en prison, Bembenek obtint son bachelor's degree (équivalent d’une licence) auprès de l'Université du Wisconsin-Parkside et participa à la création d'un magazine pour détenus. Elle fit la connaissance de Dominic Guglietti, frère de sa compagne de cellule.

### Evasion et arrestation
Le 15 juillet 1990, elle s'échappe de prison en passant par une fenêtre de la buanderie. Son ami Guglietti l'attend à l'extérieur. Ils traversent la frontière du Canada et s'installent à Thunder Bay (Ontario).
Le 17 octobre 1990 ils sont arrêtés au Canada. Guglietti est renvoyé aux États-Unis. 
Laurie Bembenek ayant demandé le statut de réfugiée au Canada, l'administration canadienne demande un examen judiciaire à l'état du Milwaukee. Le nouvel examen conclut que sept erreurs ont été commises par la police lors de l'enquête. Elle obtient alors le droit à un nouveau procès.
Le 22 avril 1991 elle retourne aux États-Unis. Après avoir obtenu la réouverture de son procès, le 9 décembre 1992, elle plaide non coupable, mais perd et est de nouveau condamnée à 20 ans de prison dont 10 avec sursis. Elle sera libérée trois heures après le verdict ayant déjà effectué sa peine. Quatre ans plus tard, elle demandera l'annulation de la sentence.
Bembenek décède le 20 novembre 2010 à l'âge de 52 ans dans le centre de soins palliatifs de l'hôpital de Portland (Oregon), des conséquences d'une hépatite.